# Craugastor azueroensis
Craugastor azueroensis är en groddjursart som först beskrevs av Savage 1975.  Craugastor azueroensis ingår i släktet Craugastor och familjen Craugastoridae. IUCN kategoriserar arten globalt som starkt hotad. Inga underarter finns listade i Catalogue of Life.